# 連續4週特別篇 超級戰隊最強對戰！！
《連續4週特別篇 超級戰隊最強對戰!!》是日本東映公司在2019年製作的原創特攝特別篇作品。
台灣於2020年5月12日由東映特攝上架國語配音版至官方YouTube，四集全部一次上架。

## 本作特色
- 本作為《超級戰隊系列》因應平成時代結束，而製作的特別篇，因此在《快盗戰隊魯邦連者VS警察戰隊巡邏連者》完结后兼《騎士龍戰隊龍裝者》开播前，连续四个星期播放本作品。[3]
- 本作雖集結了歷代超級戰隊，但是《秘密戰隊五連者》、《電子戰隊電磁人》、《恐龍戰隊獸連者》、《爆龍戰隊暴連者》、《獸電戰隊強龍者》皆無成員參戰。而《忍風戰隊破裏劍者》是初期成員皆無參戰，唯一參戰的成員是追加戰士；至於《特搜戰隊刑事連者》是核心成員皆無參戰，唯一參戰的成員是司令官。[4]
- 本作繼《百獸戰隊牙吠連者VS超級戰隊》、《轟轟戰隊冒險者VS超級戰隊》、《獸拳戰隊激氣連者VS冒險者》、《劇場版 炎神戰隊轟音者VS激氣連者》及《豪快者 護星者 超級戰隊199英雄大決戰》後，為第六部會在劇中喊出「我們是超級戰隊！」唱名的《超級戰隊系列》作品。
- 下部系列作《騎士龍戰隊龍裝者》在開播前的兩名戰士及相關角色「紅尊者」、「龍裝綠」及「龍裝黑」於本作先行登場。

## 故事概要
自稱為莉塔的謎之少女，將目前為止所出現的超級戰隊英雄們集結到惑星涅墨西斯。「只要能在超級戰隊最強對戰中優勝，任何願望都能實現！」- 她是這樣子跟戰士們說，必須以5人一組的隊伍，以對戰方式獲得最強之位！ 到底，實現願望的機會，會是由哪個隊伍獲得？ 前所未想的高潮衝擊即將展開！

## 用語
莫比烏斯・連結（メビウス・コネクト，Mobius・Connect）
500年一次，跨越全宇宙的奇跡
超級戰隊最強對戰（スーパー戦隊最強バトル，Super Sentai Saikyo Battle）
涅墨西斯（ネメシス，Nemesis）
超級戰隊最強對戰的對戰場地

## 登場角色

### 《超級戰隊》參戰者

#### 個性古怪隊
除瑪貝拉斯船長外，其他四位成員皆為自己所屬的戰隊中唯一一位參戰的成員。
風切 大和／ 獸王（鷹／猩／鯨）
演：中尾暢樹／台灣CV：賴緯
來自《動物戰隊獸王者》的動物學者。似乎為了一個不為人知的約定而參賽，與同隊中的《海賊戰隊豪快者》的船長·瑪貝拉斯為舊識。
於第一戰中與個性認真隊的朝加圭一郎對決，最後因圭一郎認為大和的願望更值得贏得冠軍下而讓賽，大和因而晉級。
之後一直強調個性古怪隊成員之間的羈絆，希望大家能好好相處。但是當準決賽開打時卻不信任互相吵架的馬貝拉斯與斯汀格，於是自己一人前往作戰，對上陸海空隊的火神鯊、銀河綠、牙吠紅。雖然一開始處於劣勢，但當為了實現願望而下定決心要獲勝。最後分別以獸王鷹、獸王猩、獸王鯨三型態擊敗三位對手。
由第二戰可得知大和的願望是實現和一個病逝小孩的約定。該名小孩從小就與病魔戰鬥，於是大和和他約定有一天要帶他去廣大草原與動物進行接觸。
第二戰過後，牙吠紅告訴大和當戰隊紅的真諦是要信任夥伴，因而促成與馬貝拉斯的和解。
於第三戰於瑪貝拉斯一同再次戰勝蓋索古，並被斯汀格證實鎧裝具其真身是擁有自我意識的鎧甲。
於第四戰與斯汀格一同前往阻止莉塔，後來強化變身為野性大解放形態迎擊究極大撒旦不遂，最後於使出「超級戰隊特別風暴」時擔任第三棒攻擊手而擊敗究極大撒旦。
船長·馬貝拉斯／ 豪快紅
演：小澤亮太／台灣CV：張至超
來自《海賊戰隊豪快者》的海賊船長，五人當中說話最少的一個，而且從一開始以極冷淡的態度應對賽事，與同隊中《動物戰隊獸王者》的風切大和及劍豪隊中《特搜戰隊刑事連者》中的刑事先鋒／高奇·古魯加為舊識。
實際上是因為他的戰隊遭到一名叫鎧裝具的謎之戰士擊倒過，而且鎧裝具懂得使用露卡的招式，故此趁此賽事期間向鎧裝具報仇。
於第二戰中得知赤連者為了守護宇宙，將一些沒有參戰的戰隊前輩戰隊鑰匙借給他。
雖然一開始態度冷淡，但在天晴與神樂的努力化解下總算對個性古怪隊其他成員產生信任。之後利用超級戰隊前輩的力量擊敗鎧裝具，發現其真身竟是天晴。
於第三戰與大和一同再次戰勝鎧裝具，被斯汀格證實鎧裝具其真身是擁有自我意識的鎧甲。
於第四戰戴起鎧裝具的頭盔前往營救天晴及露卡，後來被露卡打至頭盔飛脫而回復正常。後來與天晴及神樂前往支援苦戰中的大和及斯汀格，後來強化變身為豪快紅黃金形態迎擊究極大撒旦不遂，最後於使出「超級戰隊特別風暴」時擔任開球手及最後1棒攻擊手而擊敗究極大撒旦。
於本作中使用刑事紅、破裏劍紅、電磁紅、魔法紅與炸藥紅的戰隊鑰匙，並得到赤連者的鑰匙力量協助下使出五人合擊技「超級戰隊特別風暴」。
伊賀崎 天晴／ 赤忍者
演：西川俊介／台灣CV：鈕凱暘
來自《手裏劍戰隊忍忍者》仍然跟本篇一樣向成為新最終忍者而一直修行。口頭禪為「我燃燒起來了！」。
於第一戰中與斯汀格對上交通工具隊的高丘映士及江角走輔，並趁映士及走輔吵架及一起生吃蔬菜和蘋果的時候搶下寶石而一同晉級。之後為了保護馬貝拉斯而被鎧裝具擊中而受重傷。
後來在神樂和他的努力下使馬貝拉斯逐漸能融入個性古怪隊並對他產生信任。然而在出來迎接大和時碰上鎧裝具，並被擊敗。
於第二戰最後馬貝拉斯與鎧裝具對決時發現鎧裝具亦能使用天晴招式，而在其頭盔被擊落後發現鎧裝具當時的軀體竟是天晴。
於第三戰被斯汀格證實操控他的鎧裝具其真身是擁有自我意識的鎧甲，而他本人亦與露卡一樣遭囚禁。
於第四戰由戴了鎧裝具頭盔的瑪貝拉斯救出。後來與瑪貝拉斯及神樂前往支援苦戰中的大和及斯汀格，後來強化變身為超絕赤忍者迎擊究極大撒旦不遂，最後於使出「超級戰隊特別風暴」時擔任第二棒攻擊手而擊敗究極大撒旦。
斯汀格／ 天蠍橙
演：岸洋佑／台灣CV：余孟珂
來自《宇宙戰隊九連者》的司令，因為臀部有蠍子尾巴而被大和誤以為是獸人，而且不喜歡大和及神樂觸碰及研究他的尾巴。
於第一戰中與伊賀崎天晴對上交通工具隊的高丘映士及江角走輔，於與冒險銀戰鬥期間得知戰鬥場被下了結界一事而開始懷疑比賽的背後有著未知的陰謀。
於第二戰時獨自前往調查，發現這星球上有著神秘的高科技與結界，並發現莉塔正在對超級戰隊進行調查。
於第三戰得知其參戰主要目的是為了進行對行星涅墨西斯臥底搜查，與高奇參戰原因相同。之後曾短暫被鎧裝具附身，也因此證實鎧裝具其真身是擁有自我意識的鎧甲。
於第四戰與大和一同前往阻止莉塔，因而回憶起自己的哥哥與莉塔一樣因為憎恨而盲目追求力量而落得悲慘下場的事，後來強化變身為獨角獸武裝強化形態迎擊究極大撒旦不遂，最後於使出「超級戰隊特別風暴」時擔任第四棒攻擊手而擊敗究極大撒旦以及代替高奇拘捕了莉塔。
神樂／ 特急5號
演：森高愛／台灣CV：呂筱薇
來自《烈車戰隊特急者》雖然原作敘述本身為9歲的孩童，但時間線來說已經過了5年，現在的神樂已經為14歲的少女，演員森高愛外表足以飾演少女的神樂，所以在本作以森高愛來飾演，為個性古怪隊的唯一女隊員。
於第二戰中與天晴一起努力使瑪貝拉斯對他們感到信任。
於第三戰準決賽中對上已認識的劍豪隊高奇。其願望是做出能夠讓家人親友露出笑容的菜單。最後使用「電光劍 唐竹割」擊敗高奇。
於第四戰因擔心戴了鎧裝具頭盔而失控的瑪貝拉斯而同時來到天晴及露卡身邊。後來與瑪貝拉斯及天晴前往支援苦戰中的大和及斯汀格，後來強化變身為超速特急5號迎擊究極大撒旦不遂，最後於使出「超級戰隊特別風暴」時擔任第一棒攻擊手而擊敗究極大撒旦。後來解除變身時被失控的莉塔作為人質威脅亂入的龍裝綠及龍裝黑，但最後被龍裝黑救出。

#### 個性認真隊
朝加 圭一郎／ 巡邏連1號
演：結木滉星／台灣CV：余孟珂
來自《快盜戰隊魯邦連者VS警察戰隊巡邏連者》。為人真誠、熱血又認真，以「零犯罪」為首要目標，絕不容許壞事的發生。於第一戰時對上個性古怪隊的風切大和。
最後因其認為大和的願望更值得贏得冠軍下而主動退出。其願望為世界和平。

#### 交通工具隊
高丘 映士／ 冒險銀
演：出合正幸／台灣CV：胡鎮璽
來自《轟轟戰隊冒險者》於第一戰中與江角走輔對上個性古怪隊的伊賀崎天晴及斯汀格，最終因為與走輔的默契不佳而相互碰撞。接著於解除變身後兩人一起生吃蔬菜和蘋果時被伊賀崎天晴趁機奪取寶石，因而在戰鬥中敗下陣來。
江角 走輔／ 轟音紅
演：古原靖久／台灣CV：張至超
來自《炎神戰隊轟音者》，轟音者的隊長，性格耿直樂觀，對於孩童相當和善。
於第一戰中與高丘映士對上個性古怪隊的伊賀崎天晴及斯汀格，之後因為與映士的默契不佳而相互碰撞。接著於解除變身後兩人一起生吃蔬菜和蘋果時被伊賀崎天晴趁機奪取寶石，因而在戰鬥中敗下陣來。

#### 陸海空隊
獅子 走／ 牙吠紅
演：金子昇／台灣CV：胡鎮璽
來自《百獸戰隊牙吠連者》，牙吠連者的隊長。與火神鯊、銀河綠一同對上大和，最後敗陣。卻也因此讓大和了解到當戰隊紅的真諦就是信任夥伴，也促成個性古怪隊成員間的和解。

#### 劍豪隊
杜基·古魯加／ 刑事先鋒
聲：稻田徹／台灣CV：胡鎮璽
來自《特搜戰隊刑事連者》，亞比斯星人，宇宙警察地球署署長，刑事連者的上司，與個性古怪隊中的《海賊戰隊豪快者》的船長·瑪貝拉斯為舊識。
與《侍戰隊真劍者》中的真劍紅一起參與戰鬥。
第三戰得知參戰主要目的是要對行星涅墨西斯進行臥底搜查，此目的與斯汀格相同。並利用自己的執照解讀了古文書內容而使個性古怪隊了解莉塔的真正目的，也救了受傷的馬貝拉斯。
因本身不具願望，故事先與神樂說好會故意輸給她以成全她的願望。於是在準決賽對上神樂時，於兩人激烈交戰後輸給神樂的「電光劍 唐竹割」，而其執照及手銬亦留給了神樂以轉交給斯汀格。

#### 《騎士龍戰隊龍裝者》
飛羽／ 龍裝綠
演：小原唯和／台灣CV：張至超
來自續作《騎士龍戰隊龍裝者》，與萬羽皆為親兄弟。
第一戰結尾與萬羽在洞窟內尋找龍裝魂以及騎士龍的蹤跡。
第二戰結尾與萬羽一同在洞窟內獲得了迅龍魂和長龍魂。
第三戰結尾與萬羽一同在尋找騎士龍的蹤跡時，被大戰邀請卡傳送離開至洞窟內。
第四戰與萬羽一同將由莉塔變身後的鎧裝具擊敗。
萬羽／ 龍裝黑
演：岸田達也／台灣CV：余孟珂
來自續作《騎士龍戰隊龍裝者》，與飛羽皆為親兄弟。
第一戰結尾使用怒龍魂將洞窟外的門口封印解除與飛羽在洞窟內尋找龍裝魂以及騎士龍的蹤跡。
第二戰結尾與飛羽一同在洞窟內獲得了迅龍魂和長龍魂。
第三戰結尾與飛羽一同在尋找騎士龍的蹤跡時，被大戰邀請卡傳送離開至洞窟內。
第四戰與飛羽一同將由莉塔變身後的鎧裝具擊敗。
 紅尊者
演：黃川田將也／台灣CV：胡鎮璽
來自續作《騎士龍戰隊龍裝者》中第一任的龍裝紅。
第三戰結尾使用龍裝劍將洞窟外的門口封印解除。
第四戰結尾在洞窟內找到了最初的龍裝魂。

#### 《海賊戰隊豪快者》
露卡·米爾菲／ 豪快黃
演：市道真央／台灣CV：高嘉鎂
來自《海賊戰隊豪快者》的豪快黃。
於故事開頭以被蓋索古擊敗，且被囚禁。
於第四戰連同被囚禁的天晴一同被戴上蓋索古頭盔的馬貝拉斯救出，而後將涅墨西斯的結界破壞掉。

### 本作登場人物
莉塔
演：淺川梨奈／台灣CV：高嘉鎂
500年一次，跨越全宇宙的奇跡「莫比烏斯・連結（メビウス・コネクト）」的守護者，也是「超級戰隊最強對戰」的舉辦者兼主持人。
於第二戰得知是她召喚了鎧裝具，但不希望鎧裝具亂入戰事，隨後在鎧裝具向其出示大戰邀請卡後同意其以大戰中的Wild Card參加大戰。
於第二戰中被斯汀格發現正在對超級戰隊進行秘密調查。
於第三戰得知要藉由這次賽事復活能夠瞬間毀滅一切的宇宙大撒旦。
於第四戰得知她所生活的星球不存在正義，故此將「莫比烏斯・連結」的真正守護者扔出宇宙邊緣，並利用超級戰隊而能夠達成她復活究極大撒旦以毀滅宇宙的計劃，在究極大撒旦被個性古怪隊使用「超級戰隊特別風暴」擊敗後變身為鎧裝具，並脅持了神樂作為人質，最後不但神樂遭龍裝黑救出，而且她更被龍裝綠擊敗，結果她亦被斯汀格拘捕。
 蓋索古
聲：關智一／台灣CV：胡鎮璽
謎之戰士。
自稱一直在尋找最強的戰士，多次前往與超級戰隊戰士作戰，皆具有壓倒性勝利。
於第二戰得知本身為莉塔所召喚出，因具有大戰邀請卡而被莉塔當Wild Card使用。由於先後曾短暫著裝於露卡、天晴、斯汀格等人，並且懂得使用露卡、天晴的招式，故此推斷鎧裝具可使出被著裝者的招式。
於第二戰最後被馬貝拉斯利用前輩連者鑰匙打敗，其真身卻是天晴。
於第三戰被斯汀格證實其真身是擁有自我意識的鎧甲，並得知它在追求著『最強』，藉著侵佔強者的身體，一個換過一個地不斷尋找更強的人。
第四戰時其頭盔先後被瑪貝拉斯及莉塔穿戴過，而在莉塔被擊敗及拘捕後其頭盔遭不知名的人取走。

## 隊伍
莉塔將所有參戰者以5人一組的方式劃分成不同的隊伍，每隊的隊員皆以各自戰鬥的共通特點或者性格特質相近為主。因為共有160位參賽者，所以共有32支隊伍。

### 個性古怪隊
獸王鷹、豪快紅、赤忍者、天蠍橙、特急5號

### 個性認真隊
巡邏連1號、護星藍、冒險粉紅、GO粉紅、百萬黑

### 交通工具隊
GO綠、黃車手、冒險銀、轟音紅、轟音黃

### 傳說隊
風鏡黑、變化天馬、王黃、王粉紅、銀河粉紅

### 宇宙隊
變化鳳凰、粉紅閃光、百萬粉紅、百萬銀、銀河紅

### 酷炫隊
麒麟連者、百萬黃、時間藍、魔法黃、冒險黑

### 雜技隊
炸藥黑、黃覆面、忍者紅、激氣藍、真劍綠

### 陸海空隊
火神鯊、黃獅子、白天鵝、銀河綠、牙吠紅

### 劍客隊
火神鷹、Red One、黑騎士、刑事至尊、真劍紅

### 射手隊
Yellow Four、藍海豚、黃渦輪、粉紅車手、真劍藍

### 爽朗隊
紅渦輪、王藍、魔法綠、冒險藍、激氣黃

### 飛行隊
紅獵鷹、紅鷹、牙吠黃、魔法紅、護星紅

### 槍手隊
藍渦輪、藍車手、牙吠銀、轟音藍、Blue Buster

### 粉紅戰士隊
Pink Five、粉紅覆面、FIVE粉紅、真劍粉紅、護星粉紅

### 神速隊
藍閃光、藍覆面、藍燕、天馬連者、Red Buster

### 機智頭腦隊
炸藥紅、粉紅渦輪、FIVE紅、時間綠、Beet Buster

### 金標隊
國王連者、魔法光、茲邦、轟音金、護星騎士

### 大胃王隊
火神豹、忍者黃、紅車手、百萬紅、銀河黃

### 科學家隊
梅花K、風鏡紅、炸藥黃、紅閃光、GO藍

### 堅強隊
牙連者、火焰烏薩德、激氣紫、激氣斬、轟音銀

### 警察隊
紅心Q、美國小姐、GO黃、時間粉紅、轟音黑

### 水藍戰士隊
炸藥藍、Blue Three、忍者藍、牙吠藍、魔法藍

### 變化球隊
Big One、忍者人、信號人、VRV大師、手裏劍者

### 怪力隊
綠犀牛、黃梟、銀河藍、牙吠黑、冒險黃

### 領導隊
戰鬥日本、忍者白、王紅、GO紅、冒險紅

### 輕浮隊
綠車手、魔法粉紅、轟音綠、真劍金、Stag Buster

### 動物愛好隊
戰鬥肯亞、風鏡黃、炸藥粉紅、獅子連者、Yellow Buster

### 運動隊
黑桃A、風鏡粉紅、變化龍、FIVE藍、牙吠白

### 漆黑戰士隊
黑覆面、黑野牛、黑渦輪、FIVE黑、護星黑

### 格鬥家隊
紅覆面、FIVE黃、龍連者、王綠、時間紅

### 國際隊
戰鬥哥薩克、戰鬥法國、鳳凰連者、忍者黑、激氣紅

### 支援隊
Peebo、馬格、歌綸、亞瑟G6、噠布

## 演員
- 風切大和 / 獸王鷹（聲） - 中尾暢樹（台配：賴緯）
- 瑪貝拉斯船長 / 豪快紅（聲） - 小澤亮太（台配：張至超）
- 伊賀崎天晴 / 紅忍者（聲） - 西川俊介（台配：鈕凱暘）
- 斯汀格 / 天蠍橙（聲） - 岸洋佑（台配：余孟珂）
- 泉神樂 / 特急5號（聲） - 森高愛（台配：呂筱薇）
- 莉塔 - 淺川梨奈（台配：高嘉鎂）
- 朝加圭一郎 / 巡邏連1號（聲） - 結木滉星（台配：余孟珂）
- 高丘映士 / 冒險銀（聲） - 出合正幸（台配：胡鎮璽）
- 江角走輔 / 轟音紅（聲） - 古原靖久（台配：張至超）
- 獅子走 / 牙吠紅（聲） - 金子昇（台配：胡鎮璽）
- 露卡・米爾菲 / 豪快黃（聲） - 市道真央（台配：高嘉鎂）
- 紅尊者 - 黃川田將也（台配：胡鎮璽）
- 孝明 - 藤本悠希（台配：高嘉鎂）

### 配音演出
- 高奇·古魯加 / 刑事至尊 - 稻田徹（台配：胡鎮璽）
- 天火星亮 / 龍連者 - 和田圭市（台配：鈕凱暘）
- 鶴姬 / 忍者白 - 廣瀨仁美（台配：高嘉鎂）
- 飛羽 / 龍裝綠 - 小原唯和（台配：張至超）
- 萬羽 / 龍裝黑 - 岸田達也（台配：余孟珂）
- 赤連者、蓋索古 - 關智一（台配：胡鎮璽）
- 人物介紹 - 太田真一郎（台配：鈕凱暘）

## 播放列表
以下時間以當地時間（日本時間）為準
| 日本首播   | 集數 | 標題漢譯             | 平均收視率 | 編劇     | 導演     |
| ---------- | ---- | -------------------- | ---------- | -------- | -------- |
| 2019/02/17 | 1    | 史上最強到底是誰！？ | 2.8%       | 荒川稔久 | 坂本浩一 |
| 2019/02/24 | 2    | 暗中活躍的謎之鎧甲   | 2.8%       | 荒川稔久 | 坂本浩一 |
| 2019/03/03 | 3    | 被曝光的大秘密       | 3.3%       | 荒川稔久 | 坂本浩一 |
| 2019/03/10 | 4    | 然後邁向明天！       | 2.9%       | 荒川稔久 | 坂本浩一 |

## 音樂

### 片頭曲
- NoB「 最強最高 SUPER STARS！ 」

### 插曲
- 「動物戦隊ジュウオウジャー 」（動物戰隊獸王者）

- 「烈車戦隊トッキュウジャー」（烈車戰隊特急者）

- 「海賊戦隊ゴーカイジャー」（海賊戰隊豪快者）

- 「秘密戦隊ゴレンジャー」（秘密戰隊五連者）

- 「 騎士竜戦隊リュウソウジャー 」(騎士龍戰隊龍裝者)

## 超級英雄時間相關條目
- 2019春《假面騎士ZI-O》（第23-26集）

## 相關資料
1. ↑  .   [2019-02-17]. （原始内容存档于2020-03-14）.
2. ↑  .   [2019-02-17]. （原始内容存档于2021-01-22）.
3. ↑  .   [2023-03-04]. （原始内容存档于2023-03-04）.
4. ↑  .   [2023-03-04]. （原始内容存档于2023-03-04）.
5. 1 2  《動物戰隊獸王者》第28-29話
6. 1 2  《海賊戰隊豪快者》第5話
7. ↑  《海賊戰隊豪快者》的豪快黃
8. ↑  森高愛在《烈車戰隊特急者》飾演神樂時16歲，但是她21歲外表改變不大，可以飾演14歲的神樂。
9. ↑  即龍裝紅的紅龍魂
10. ↑  於第四戰時從露卡的口中揭露，它憑著過去支配宇宙民族的戰鬥的意志，在宇宙中徘徊了好幾萬年。
11. ↑  於《騎士龍戰隊龍裝者》第30集得知為洋。

## 外部連結
- 《連續4週特別篇 超級戰隊最強對戰!!》 朝日官方網站 （页面存档备份，存于）（日語）
- 《連續4週特別篇 超級戰隊最強對戰!!》 東映官方網站 （页面存档备份，存于）（日語）